# Élections communales de 1884 à Liège
Les élections communales liégeoises de 1884 se sont déroulées en octobre 1884 pour renouveler le Conseil communal de la ville de Liège.